# Mira (Turska)
Mira (starogrčki: Μύρα [Mýra], latinski: Myra) je drevni grad u antičkoj Likiji. Smješten je pored sadašnjeg gradića Kale (Demre) u turskoj pokrajini Antalya, na rijeci Myros (Demre Çay), u aluvijanoj ravnici između planine Alaca Dağ i Egejskog mora.
U povijesnim izvorima se prvi put spominje kao vodeći grad Likijskog saveza (od 168. godine pr. n. e. do 43. godine n. e.); prema Strabonu Mira je bio i najbogatiji grad. U antičko vrijeme su kraj grada u stijeni uklesani živopisni grobovi. Poznat je kao rano kršćansko središte: početkom 4. stoljeća tamo je kao biskup stolovao sveti Nikola. Crkva s njegovim sarkofagom, freskama i kamenim pleternim ornamentima i do danas je djelomično očuvana.
Grad su 809. zauzeli Abasidi, a zatim ga preoteli Bizantinci. Pod vlast Turaka Seldžuka pada krajem 11. stoljeća; u to vrijeme je već uglavnom napušten.
- Zapadna nekropola
- Grobnice uklesane u stijene
- Crkva sv. Nikole
- Crkva sv. Nikole
- Prvotni sarkofag sv. Nikole
- Kameni ornamenti u dvorištu crkve
- Ostatci pleternih ornamenata
- Detalj iz grčkoga teatra